# Pirttisaari (ö i Birkaland, Tammerfors, lat 61,50, long 24,24)
Pirttisaari är en ö i Finland. Den ligger i sjön Längelmävesi och i kommunen Kangasala i den ekonomiska regionen Tammerfors och landskapet Birkaland, i den södra delen av landet, 150 km norr om huvudstaden Helsingfors. Öns area är 0,2 hektar och dess största längd är 70 meter i sydöst-nordvästlig riktning.